# Coupe de Russie de football 2002-2003
Navigation
Coupe de Russie 2001-2002 Coupe de Russie 2003-2004
La Coupe de Russie 2002-2003 est la 11e édition de la Coupe de Russie depuis la dissolution de l'URSS.
Le Spartak Moscou remporte la compétition face au FK Rostov et se qualifie pour le premier tour de la Coupe UEFA 2003-2004.
La compétition suivant un calendrier sur deux années, contrairement à celui des championnats russes qui s'inscrit sur une seule année, celle-ci se trouve de fait à cheval entre deux saisons de championnat ; ainsi pour certaines équipes promues ou reléguées durant la saison 2002, la division indiquée peut varier d'un tour à l'autre.

## Huitièmes de finale
| Date            | Club                          | Score    | Club                          |
| --------------- | ----------------------------- | -------- | ----------------------------- |
| 18 octobre 2002 | Spartak Moscou (D1)           | 4 - 0    | (D1) Ouralan Elista           |
| 19 octobre 2002 | Metallourg Lipetsk (D3)       | 0 - 4    | (D2) FK Khimki                |
| 19 octobre 2002 | Dinamo Saint-Pétersbourg (D2) | 2 - 3    | (D1) FK Rostov                |
| 19 octobre 2002 | Spartak Naltchik (D2)         | 0 - 1    | (D1) Krylia Sovetov Samara    |
| 19 octobre 2002 | Lada Togliatti (D2)           | 3 - 2 ap | (D1) Zénith Saint-Pétersbourg |
| 19 octobre 2002 | Rubin Kazan (D2)              | 0 - 1    | (D1) Saturn Ramenskoïe        |
| 19 octobre 2002 | Tom Tomsk (D2)                | 0 - 1    | (D1) Sokol Saratov            |
| 2 mars 2003     | Anji Makhatchkala (D2)        | 1 - 0    | (D1) Lokomotiv Moscou         |

## Quarts de finale
| Date         | Club                   | Score              | Club                       |
| ------------ | ---------------------- | ------------------ | -------------------------- |
| 19 mars 2003 | FK Khimki (D2)         | 0 - 1              | (D1) FK Rostov             |
| 19 mars 2003 | Anji Makhatchkala (D2) | 1 - 1 ap 4 - 2 tab | (D1) Krylia Sovetov Samara |
| 19 mars 2003 | Lada Togliatti (D2)    | 0 - 0 ap 3 - 2 tab | (D1) Saturn Ramenskoïe     |
| 19 mars 2003 | Sokol Saratov (D2)     | 2 - 3              | (D1) Spartak Moscou        |

## Demi-finales
| Date        | Club                   | Score | Club                |
| ----------- | ---------------------- | ----- | ------------------- |
| 21 mai 2003 | Lada Togliatti (D2)    | 2 - 3 | (D1) Spartak Moscou |
| 21 mai 2003 | Anji Makhatchkala (D2) | 0 - 1 | (D1) FK Rostov      |

## Finale
| ·              |                       |     |
| Titulaires :   |                       |     |
|                |                       |     |
| 46             | Alekseï Zouïev        |     |
| 2              | Youri Kovtun          |     |
| 4              | Moises Pinheiro       |     |
| 5              | Vladyslav Vashchuk    |     |
| 27             | Luizão                |     |
| 33             | Maksim Demenko        |     |
| 6              | Dmitri Smirnov        |     |
| 7              | Vassili Baranov       | 83e |
| 9              | Egor Titov            |     |
| 25             | Aleksandr Pantchenko  |     |
| 10             | Roman Pavlioutchenko  | 87e |
|                |                       |     |
| Remplaçants :  |                       |     |
| 14             | Maksym Kalynychenko   | 83e |
| 20             | Aleksandr Danichevski | 87e |
|                |                       |     |
| Entraîneur :   |                       |     |
| Oleg Romantsev |                       |     |

| ·                  |                   |     |
| Titulaires :       |                   |     |
|                    |                   |     |
| 16                 | Illya Blyznyuk    |     |
| 8                  | Volodymyr Mykytyn |     |
| 13                 | Matthew Booth     |     |
| 15                 | Serhiy Datsenko   |     |
| 24                 | Miloš Kruščić     |     |
| 10                 | Mikhaïl Osinov    |     |
| 14                 | Gift Kampamba     |     |
| 23                 | Yuriy Maksymov    |     |
| 7                  | Andrey Akopyants  | 60e |
| 9                  | Roman Adamov      | 46e |
| 14                 | Essau Kanyenda    |     |
|                    |                   |     |
| Remplaçants :      |                   |     |
| 29                 | Aleksandr Maslov  | 46e |
| 17                 | Rowan Hendricks   | 60e |
|                    |                   |     |
| Entraîneur :       |                   |     |
| Sergueï Balakhnine |                   |     |

| ·              |                       |     |
| Titulaires :   |                       |     |
|                |                       |     |
| 46             | Alekseï Zouïev        |     |
| 2              | Youri Kovtun          |     |
| 4              | Moises Pinheiro       |     |
| 5              | Vladyslav Vashchuk    |     |
| 27             | Luizão                |     |
| 33             | Maksim Demenko        |     |
| 6              | Dmitri Smirnov        |     |
| 7              | Vassili Baranov       | 83e |
| 9              | Egor Titov            |     |
| 25             | Aleksandr Pantchenko  |     |
| 10             | Roman Pavlioutchenko  | 87e |
|                |                       |     |
| Remplaçants :  |                       |     |
| 14             | Maksym Kalynychenko   | 83e |
| 20             | Aleksandr Danichevski | 87e |
|                |                       |     |
| Entraîneur :   |                       |     |
| Oleg Romantsev |                       |     |

| ·                  |                   |     |
| Titulaires :       |                   |     |
|                    |                   |     |
| 16                 | Illya Blyznyuk    |     |
| 8                  | Volodymyr Mykytyn |     |
| 13                 | Matthew Booth     |     |
| 15                 | Serhiy Datsenko   |     |
| 24                 | Miloš Kruščić     |     |
| 10                 | Mikhaïl Osinov    |     |
| 14                 | Gift Kampamba     |     |
| 23                 | Yuriy Maksymov    |     |
| 7                  | Andrey Akopyants  | 60e |
| 9                  | Roman Adamov      | 46e |
| 14                 | Essau Kanyenda    |     |
|                    |                   |     |
| Remplaçants :      |                   |     |
| 29                 | Aleksandr Maslov  | 46e |
| 17                 | Rowan Hendricks   | 60e |
|                    |                   |     |
| Entraîneur :       |                   |     |
| Sergueï Balakhnine |                   |     |